# Antonio José Gomes de Matos
Antonio José Gomes de Matos (nacido el 25 de octubre de 1965 en Brasilia, Brasil) es un exfutbolista brasileño. Jugaba de delantero y su primer club fue el EC São José.

## Carrera
Comenzó su carrera en 1985 jugando para el Sobradinho en donde fue Artillero del campeonato con 17 goles EC. En 1989 se fue a España para formar parte del Valencia CF, en donde jugó hasta 1992. En ese año se fue al Real Valladolid. Se mantuvo hasta 1993. En ese año se fue al Santos FC. En 1994 regresó al EC São José, en donde se retiró.
El cual se retiró de la carrera de fútbol en el 1997 jugando por la Portuguesa Santista.

## Clubes
| Club            | País   | Año       |
| --------------- | ------ | --------- |
| Sobradinho EC   | Brasil | 1985-1987 |
| Botafogo FR     | Brasil | 1987      |
| Guarani FC      | Brasil | 1988      |
| EC São José     | Brasil | 1989      |
| Valencia CF     | España | 1989-1992 |
| Real Valladolid | España | 1992-1993 |
| Santos FC       | Brasil | 1993      |
| EC São José     | Brasil | 1994      |